# Olędrzy

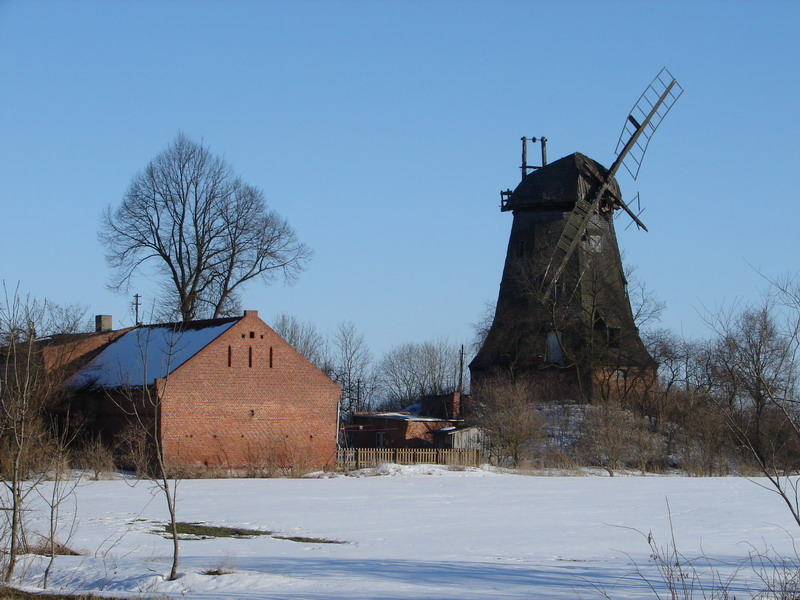
Moulin à Palczewo (powiat de Nowy Dwór Gdański, voïvodie de Poméranie), reste d'une implantation Olęder à Żuławy Wiślane.

Les Olędrzy (singulier : Olęder ; allemand : Holländer ou Hauländer) sont des personnes, le plus souvent d'origine néerlandaise ou allemande, qui vivaient en Pologne dans des lieux jadis régis par des franchises particulières.

## Histoire
Le terme Olędrzy a été utilisé pour décrire deux groupes différents de colons. Le premier venait principalement de Frise et du reste des Pays-Bas, et étaient le plus souvent mennonites : aux XVIe et XVIIe siècles, ils fondèrent des villages en Prusse royale le long de la Vistule et de ses affluents, en Cujavie, Mazovie et Grande-Pologne. Ils possédaient une bonne connaissance de la maîtrise de l'eau et avaient une agriculture développée : à cette époque, ils étaient le groupe de paysans le plus riche, maintenant leur foi et leur liberté personnelle. Après le premier partage de la Pologne, certains se retrouvèrent en Pologne russe et émigrèrent en Prusse.
Le second groupe désigné par ce terme d'Olędrzy vint plus tard (jusque vers 1850) et était essentiellement composé d'Allemands et de Polonais (mais il y eut aussi des Écossais, des Tchèques et des Hongrois). Ils bénéficiaient des mêmes franchises obtenus par les Frisons et les Néerlandais auparavant comme la liberté personnelle (mais c'était aussi le cas de tous les villages régis par le droit de Culm), l'usage perpétuel ou pour une longue période de la terre et la possibilité de la transmettre à leurs héritiers. Néanmoins, les principales caractéristiques étaient la responsabilité collective de la communauté Olęder pour s'acquitter de leurs devoirs et taxes envers le propriétaire et sa forme spécifique de gouvernement. Donc, la particularité d'un Olęder est moins ethnique que légale et n'est pas toujours synonyme de colon néerlandais.
De 1527/1547 à 1864, sur le territoire de la Rzeczpospolita, environ 1700 colonies furent établies et 300 d'entre elles étaient néerlandaises. Des traces de ces implantations sont encore visibles dans l'architecture, l'urbanisme ou la toponymie (Holendry, Olędry (en), Olendry).

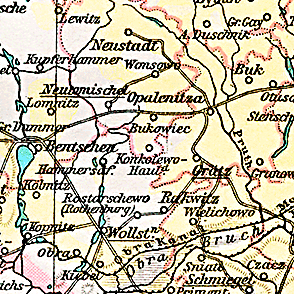
Carte de Poznań en 1905 qui montre le village de Konkolewo Hauland (aujourd'hui Kąkolewo) entre Neutomischel (aujourd'hui Nowy Tomyśl) et Grätz (aujourd'hui Grodzisk Wielkopolski).
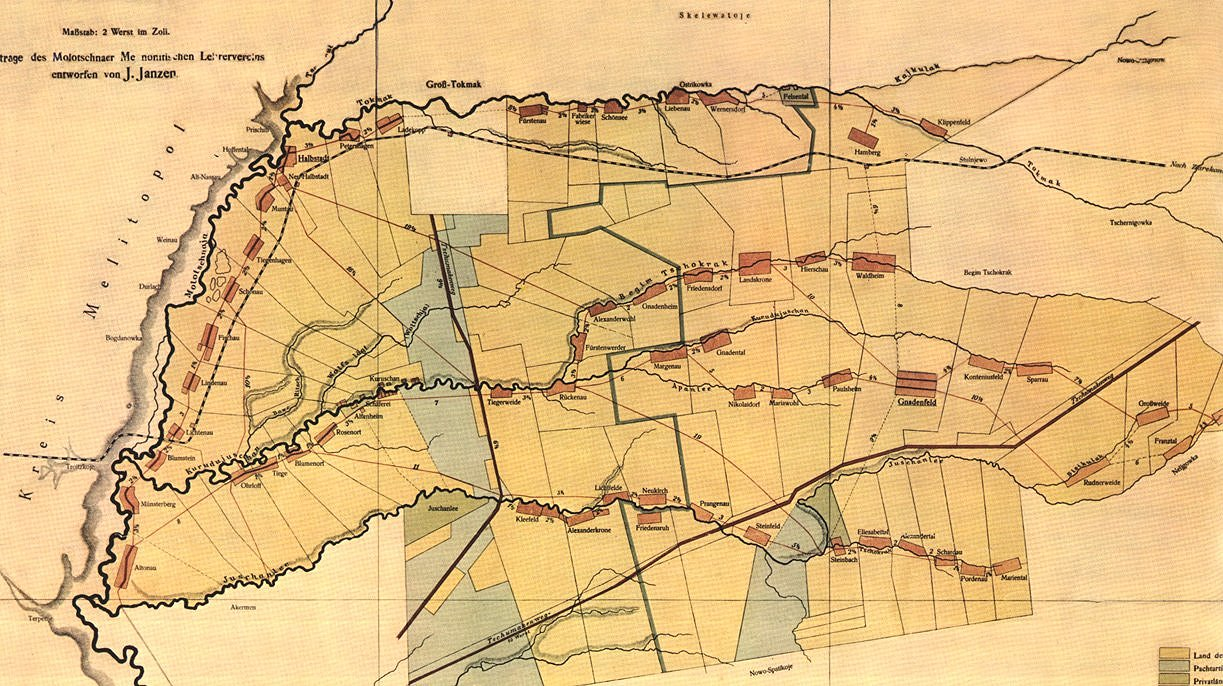
Plan d'une implantation mennonite à Molotschna, près de Melitopol.
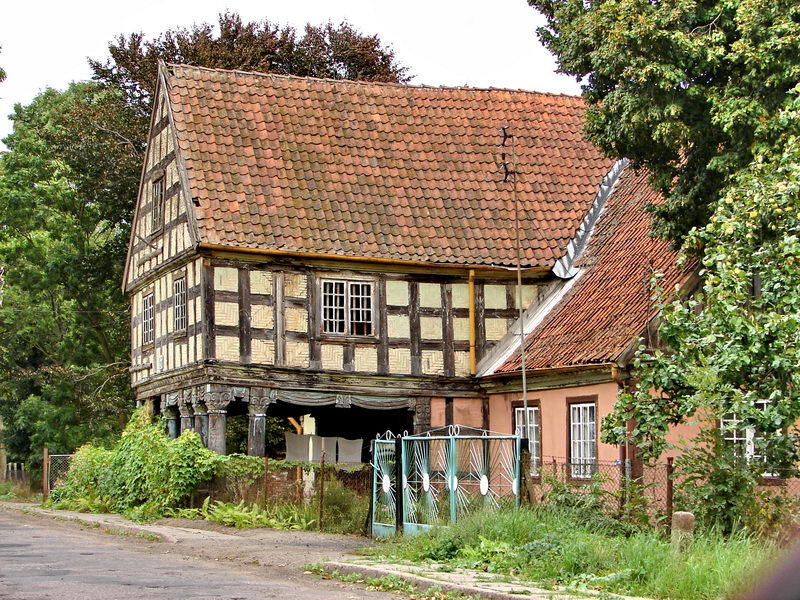
Maison à Bystrze, voïvodie de Poméranie, reste d'une implantation Olęder.

## Source de la traduction
- (en) Cet article est partiellement ou en totalité issu de l’article de Wikipédia en anglais intitulé « Olędrzy » (voir la liste des auteurs).